# ケーサイ・ノート
ケーサイ・ヘサ・ノート（Kessai Hesa Note、1950年8月7日 - ）は、マーシャル諸島共和国の政治家。第3代大統領。日系3世。現職は法務大臣。
所属政党は統一民主党。2004年1月には議会において20票を獲得して再選を果たした。

## 人物・来歴
祖父は新潟県出身で、日本の植民地時代にマーシャル諸島に定住し、マーシャル人の妻と結婚した。マーシャル諸島における庶民出身の大統領は彼が初めてである。